# 레퀴엠 (모차르트)

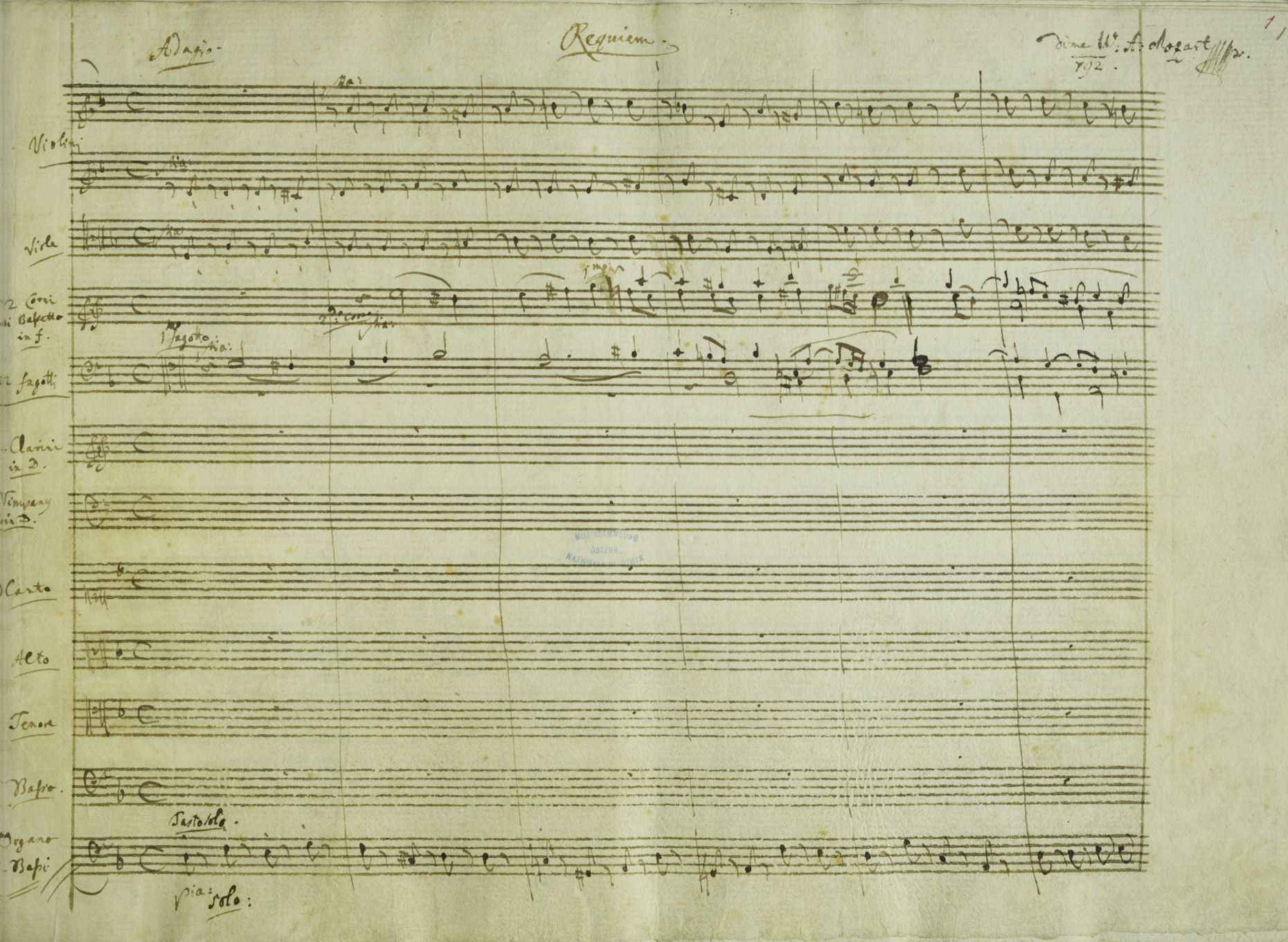

《레퀴엠 D단조 (K. 626)》는 볼프강 아마데우스 모차르트가 1791년에 작곡한 레퀴엠이다. 모차르트는 이 곡을 작곡하던 도중에 사망했기 때문에 미완성으로 남게 되었으며, 사후에 모차르트의 제자인 쥐스마이어가 모차르트가 남긴 스케치를 토대로 곡을 완성하였다. 쥐스마이어 판 외에도 하이든의 제자인 노이콤이 완성한 노이콤 판, 바이어 판, 몬더 판 등 여러 판본이 있으며 어떤 음반에서는 두 가지 이상의 판본을 섞어서 연주.